# Mistrzostwa Świata w Lekkoatletyce 2023
19. Mistrzostwa Świata w Lekkoatletyce – zawody lekkoatletyczne, które odbyły się w stolicy Węgier, Budapeszcie, pomiędzy 19 i 27 sierpnia 2023 roku.
Początkowo planowano, że mistrzostwa zostaną rozegrane pomiędzy 26 sierpnia i 3 września 2023 roku, ale w 2019 roku Rada World Athletics przesunęła imprezę na obecną datę.
Budapeszt był pierwszym miastem z Europy Środkowo-Wschodniej, które gościło lekkoatletyczne mistrzostwa świata na stadionie. W roku 1989 oraz 2004 stolica Węgier była gospodarzem halowych mistrzostw świata w lekkoatletyce. Miasto było też gospodarzem mistrzostw Europy (w 1966 oraz 1998 roku) oraz halowego czempionatu kontynentu (w 1983 i 1988).
Areną zmagań sportowców był nowo powstały stadion, czyli Narodowe Centrum Lekkoatletyczne w Budapeszcie, położony na południu miasta, nad Dunajem.

## Wybór organizatora
Rada Międzynarodowego Stowarzyszenia Federacji Lekkoatletycznych wskazała Budapeszt gospodarzem zawodów podczas posiedzenia w Monako 4 grudnia 2018 roku. Władze międzynarodowej lekkoatletyki pierwszy raz wybrały organizatora mistrzostw wg nowych procedur, bez formalnego procesu dla kandydatów. Wśród innych miast gotowych przeprowadzić zawody było Nairobi, ale Kenia ostatecznie zdecydowała się ubiegać o prawo goszczenia kolejnej edycji imprezy (zaplanowanej na rok 2025).

## Program
Opracowano na podstawie materiału źródłowego:

### Mężczyźni
| Data →                        | 19 sierpnia | 19 sierpnia | 20 sierpnia | 20 sierpnia | 20 sierpnia | 21 sierpnia | 21 sierpnia | 22 sierpnia | 23 sierpnia | 23 sierpnia | 24 sierpnia | 24 sierpnia | 25 sierpnia | 25 sierpnia | 26 sierpnia | 26 sierpnia | 27 sierpnia | 27 sierpnia |
| Konkurencja ↓                 | R           | P           | R           | P           | P           | P           | P           | P           | R           | P           | R           | P           | R           | P           | R           | P           | R           | P           |
| ----------------------------- | ----------- | ----------- | ----------- | ----------- | ----------- | ----------- | ----------- | ----------- | ----------- | ----------- | ----------- | ----------- | ----------- | ----------- | ----------- | ----------- | ----------- | ----------- |
| Bieg na 100 m                 | Q           | H           |             | ½           | F           |             |             |             |             |             |             |             |             |             |             |             |             |             |
| Bieg na 200 m                 |             |             |             |             |             |             |             |             | H           |             |             | ½           |             | F           |             |             |             |             |
| Bieg na 400 m                 |             |             | H           |             |             |             |             | ½           |             |             |             | F           |             |             |             |             |             |             |
| Bieg na 800 m                 |             |             |             |             |             |             |             | H           |             |             |             | ½           |             |             |             | F           |             |             |
| Bieg na 1500 m                |             | H           |             | ½           | ½           |             |             |             |             | F           |             |             |             |             |             |             |             |             |
| Bieg na 5000 m                |             |             |             |             |             |             |             |             |             |             |             | H           |             |             |             |             |             | F           |
| Bieg na 10 000 m              |             |             |             | F           | F           |             |             |             |             |             |             |             |             |             |             |             |             |             |
| Maraton                       |             |             |             |             |             |             |             |             |             |             |             |             |             |             |             |             | F           |             |
| Bieg na 110 m przez płotki    |             |             | H           |             |             | ½           | F           |             |             |             |             |             |             |             |             |             |             |             |
| Bieg na 400 m przez płotki    |             |             | H           |             |             | ½           | ½           |             |             | F           |             |             |             |             |             |             |             |             |
| Bieg na 3000 m z przeszkodami | H           |             |             |             |             |             |             | F           |             |             |             |             |             |             |             |             |             |             |
| Sztafeta 4 × 100 m            |             |             |             |             |             |             |             |             |             |             |             |             |             | H           |             | F           |             |             |
| Sztafeta 4 × 400 m            |             |             |             |             |             |             |             |             |             |             |             |             |             |             |             | H           |             | F           |
| Chód na 20 km                 | F           |             |             |             |             |             |             |             |             |             |             |             |             |             |             |             |             |             |
| Chód na 35 km                 |             |             |             |             |             |             |             |             |             |             | F           |             |             |             |             |             |             |             |
| Skok w dal                    |             |             |             |             |             |             |             |             | Q           |             |             | F           |             |             |             |             |             |             |
| Trójskok                      |             | Q           |             |             |             | F           | F           |             |             |             |             |             |             |             |             |             |             |             |
| Skok wzwyż                    |             |             | Q           |             |             |             |             | F           |             |             |             |             |             |             |             |             |             |             |
| Skok o tyczce                 |             |             |             |             |             |             |             |             | Q           |             |             |             |             |             |             | F           |             |             |
| Pchnięcie kulą                | Q           | F           |             |             |             |             |             |             |             |             |             |             |             |             |             |             |             |             |
| Rzut dyskiem                  |             | Q           |             |             |             | F           | F           |             |             |             |             |             |             |             |             |             |             |             |
| Rzut młotem                   | Q           |             |             | F           | F           |             |             |             |             |             |             |             |             |             |             |             |             |             |
| Rzut oszczepem                |             |             |             |             |             |             |             |             |             |             |             |             | Q           |             |             |             |             | F           |
| Dziesięciobój                 |             |             |             |             |             |             |             |             |             |             |             |             | F           | F           | F           | F           |             |             |

### Kobiety
| Data →                        | 19 sierpnia | 19 sierpnia | 20 sierpnia | 20 sierpnia | 21 sierpnia | 21 sierpnia | 22 sierpnia | 23 sierpnia | 23 sierpnia | 24 sierpnia | 24 sierpnia | 25 sierpnia | 25 sierpnia | 26 sierpnia | 26 sierpnia | 27 sierpnia | 27 sierpnia |
| Konkurencja ↓                 | R           | P           | R           | P           | P           | P           | P           | R           | P           | R           | P           | R           | P           | R           | P           | R           | P           |
| ----------------------------- | ----------- | ----------- | ----------- | ----------- | ----------- | ----------- | ----------- | ----------- | ----------- | ----------- | ----------- | ----------- | ----------- | ----------- | ----------- | ----------- | ----------- |
| Bieg na 100 m                 |             |             | H           |             | ½           | F           |             |             |             |             |             |             |             |             |             |             |             |
| Bieg na 200 m                 |             |             |             |             |             |             |             | H           |             |             | ½           |             | F           |             |             |             |             |
| Bieg na 400 m                 |             |             | H           |             | ½           | ½           |             |             | F           |             |             |             |             |             |             |             |             |
| Bieg na 800 m                 |             |             |             |             |             |             |             | H           |             |             |             |             | ½           |             |             |             | F           |
| Bieg na 1500 m                | H           |             |             | ½           |             |             | F           |             |             |             |             |             |             |             |             |             |             |
| Bieg na 5000 m                |             |             |             |             |             |             |             | H           |             |             |             |             |             |             | F           |             |             |
| Bieg na 10 000 m              |             | F           |             |             |             |             |             |             |             |             |             |             |             |             |             |             |             |
| Maraton                       |             |             |             |             |             |             |             |             |             |             |             |             |             | F           |             |             |             |
| Bieg na 100 m przez płotki    |             |             |             |             |             |             | H           |             | ½           |             | F           |             |             |             |             |             |             |
| Bieg na 400 m przez płotki    |             |             |             |             | H           | H           | ½           |             |             |             | F           |             |             |             |             |             |             |
| Bieg na 3000 m z przeszkodami |             |             |             |             |             |             |             |             | H           |             |             |             |             |             |             |             | F           |
| Sztafeta 4 × 100 m            |             |             |             |             |             |             |             |             |             |             |             |             | H           |             | F           |             |             |
| Sztafeta 4 × 400 m            |             |             |             |             |             |             |             |             |             |             |             |             |             |             | H           |             | F           |
| Chód na 20 km                 |             |             | F           |             |             |             |             |             |             |             |             |             |             |             |             |             |             |
| Chód na 35 km                 |             |             |             |             |             |             |             |             |             | F           |             |             |             |             |             |             |             |
| Skok w dal                    | Q           |             |             | F           |             |             |             |             |             |             |             |             |             |             |             |             |             |
| Trójskok                      |             |             |             |             |             |             |             |             | Q           |             |             |             | F           |             |             |             |             |
| Skok wzwyż                    |             |             |             |             |             |             |             |             |             |             |             | Q           |             |             |             |             | F           |
| Skok o tyczce                 |             |             |             |             | Q           | Q           |             |             | F           |             |             |             |             |             |             |             |             |
| Pchnięcie kulą                |             |             |             |             |             |             |             |             |             |             |             |             |             | Q           | F           |             |             |
| Rzut dyskiem                  |             |             | Q           |             |             |             | F           |             |             |             |             |             |             |             |             |             |             |
| Rzut młotem                   |             |             |             |             |             |             |             |             | Q           |             | F           |             |             |             |             |             |             |
| Rzut oszczepem                |             |             |             |             |             |             |             | Q           |             |             |             |             | F           |             |             |             |             |
| Siedmiobój                    | F           | F           | F           | F           |             |             |             |             |             |             |             |             |             |             |             |             |             |

### Mieszane
| Data →             | 19 sierpnia | 19 sierpnia | 20 sierpnia | 20 sierpnia | 20 sierpnia | 21 sierpnia | 21 sierpnia | 22 sierpnia | 23 sierpnia | 23 sierpnia | 24 sierpnia | 24 sierpnia | 25 sierpnia | 25 sierpnia | 26 sierpnia | 26 sierpnia | 27 sierpnia | 27 sierpnia |
| Konkurencja ↓      | R           | P           | R           | P           | P           | P           | P           | P           | R           | P           | R           | P           | R           | P           | R           | P           | R           | P           |
| ------------------ | ----------- | ----------- | ----------- | ----------- | ----------- | ----------- | ----------- | ----------- | ----------- | ----------- | ----------- | ----------- | ----------- | ----------- | ----------- | ----------- | ----------- | ----------- |
| Sztafeta 4 × 400 m | H           | F           |             |             |             |             |             |             |             |             |             |             |             |             |             |             |             |             |

| Q                                         | Kwalifikacje | H | Eliminacje | ½ | Półfinały | F | Finał |
| R = sesja poranna, P = sesja popołudniowa |              |   |            |   |           |   |       |

## Rezultaty
| WR (world record) – rekord świata \| CR (championship record) – rekord mistrzostw świata \| NR (national record) – rekord kraju \| AR (area record) – rekord kontynentu |
| WL (world leading) – najlepszy wynik na listach światowych w sezonie 2023 \| PB (personal best) – rekord życiowy \| SB (season's best) – najlepszy wynik w sezonie      |

### Mężczyźni
| Konkurencja:                              | 1. miejsce | Rezultat  | 2. miejsce                                                                               | Rezultat    | 3. miejsce                                                                         | Rezultat      | Źródło |
| Bieg na 100 m (szczegóły)                 | Noah Lyles | 9,83 =    | Letsile Tebogo                                                                           | 9,88 (,873) | Zharnel Hughes                                                                     | 9,88 (,874)   | [ 9 ]  |
| Bieg na 200 m (szczegóły)                 | Noah Lyles | 19,52     | Erriyon Knighton                                                                         | 19,75       | Letsile Tebogo                                                                     | 19,81         | [ 10 ] |
| Bieg na 400 m (szczegóły)                 | Antonio Watson | 44,22     | Matthew Hudson-Smith                                                                     | 44,31       | Quincy Hall                                                                        | 44,37         | [ 11 ] |
| Bieg na 800 m (szczegóły)                 | Marco Arop | 1:44,24   | Emmanuel Wanyonyi                                                                        | 1:44,53     | Ben Pattison                                                                       | 1:44,83       | [ 12 ] |
| Bieg na 1500 m (szczegóły)                | Josh Kerr | 3:29,38   | Jakob Ingebrigtsen                                                                       | 3:29,65     | Narve Gilje Nordås                                                                 | 3:29,68       | [ 13 ] |
| Bieg na 5000 m (szczegóły)                | Jakob Ingebrigtsen | 13:11,30  | Mohamed Katir                                                                            | 13:11,44    | Jacob Krop                                                                         | 13:12,28      | [ 14 ] |
| Bieg na 10 000 m (szczegóły)              | Joshua Cheptegei | 27:51,42  | Daniel Ebenyo                                                                            | 27:52,60    | Selemon Barega                                                                     | 27:52,72      | [ 15 ] |
| Maraton (szczegóły)                       | Victor Kiplangat | 2:08:53   | Maru Teferi                                                                              | 2:09:12     | Leul Gebresilase                                                                   | 2:09:19       | [ 16 ] |
| Bieg na 110 m przez płotki (szczegóły)    | Grant Holloway | 12,96     | Hansle Parchment                                                                         | 13,07       | Daniel Roberts                                                                     | 13,09         | [ 17 ] |
| Bieg na 400 m przez płotki (szczegóły)    | Karsten Warholm | 46,89     | Kyron McMaster                                                                           | 47,34       | Rai Benjamin                                                                       | 47,56         | [ 18 ] |
| Bieg na 3000 m z przeszkodami (szczegóły) | Soufiane El Bakkali | 8:03,53   | Lamecha Girma                                                                            | 8:05,44     | Abraham Kibiwot                                                                    | 8:11,98       | [ 19 ] |
| Sztafeta 4 × 100 m (szczegóły)            | Stany Zjednoczone · Christian Coleman · Fred Kerley · Brandon Carnes · Noah Lyles · J.T. Smith (elim.)                                                           | 37,38     | Włochy · Roberto Rigali · Marcell Jacobs · Lorenzo Patta · Filippo Tortu                 | 37,62       | Jamajka · Ackeem Blake · Oblique Seville · Ryiem Forde · Rohan Watson              | 37,76         | [ 20 ] |
| Sztafeta 4 × 400 m (szczegóły)            | Stany Zjednoczone · Quincy Hall · Vernon Norwood · Justin Robinson · Rai Benjamin · Trevor Bassitt (elim.) · Matthew Boling (elim.) · Christopher Bailey (elim.) | 2:57,31   | Jamajka · Ludvy Vaillant · Gilles Biron · David Sombe · Téo Andant · Loïc Prévot (elim.) | 2:58,45     | Wielka Brytania · Alex Haydock-Wilson · Charles Dobson · Lewis Davey · Rio Mitcham | 2:58,71       | [ 21 ] |
| Chód na 20 km (szczegóły)                 | Álvaro Martín | 1:17:32   | Perseus Karlström                                                                        | 1:17:39     | Caio Bonfim                                                                        | 1:17:47       | [ 22 ] |
| Chód na 35 km (szczegóły)                 | Álvaro Martín | 2:24:30   | Brian Pintado                                                                            | 2:24:34     | Masatora Kawano                                                                    | 2:25:12       | [ 23 ] |
| Skok wzwyż (szczegóły)                    | Gianmarco Tamberi | 2,36 =    | JuVaughn Harrison                                                                        | 2,36 = =    | Mutazz Isa Barszim                                                                 | 2,33          | [ 24 ] |
| Skok o tyczce (szczegóły)                 | Armand Duplantis | 6,10      | Ernest John Obiena                                                                       | 6,00 =      | Kurtis Marschall Christopher Nilsen                                                | 5,95 = · 5,95 | [ 25 ] |
| Skok w dal (szczegóły)                    | Miltiadis Tendoglu | 8,52      | Wayne Pinnock                                                                            | 8,50        | Tajay Gayle                                                                        | 8,27          | [ 26 ] |
| Trójskok (szczegóły)                      | Fabrice Zango | 17,64     | Lázaro Martínez                                                                          | 17,41       | Cristian Nápoles                                                                   | 17,40         | [ 27 ] |
| Pchnięcie kulą (szczegóły)                | Ryan Crouser | 23,51     | Leonardo Fabbri                                                                          | 22,34       | Joe Kovacs                                                                         | 22,12         | [ 28 ] |
| Rzut dyskiem (szczegóły)                  | Daniel Ståhl | 71,46     | Kristjan Čeh                                                                             | 70,02       | Mykolas Alekna                                                                     | 68,85         | [ 29 ] |
| Rzut młotem (szczegóły)                   | Ethan Katzberg | 81,25     | Wojciech Nowicki                                                                         | 81,02       | Bence Halász                                                                       | 80,82         | [ 30 ] |
| Rzut oszczepem (szczegóły)                | Neeraj Chopra | 88,17     | Arshad Nadeem                                                                            | 87,82       | Jakub Vadlejch                                                                     | 86,67         | [ 31 ] |
| Dziesięciobój (szczegóły)                 | Pierce LePage | 8909 pkt. | Damian Warner                                                                            | 8804 pkt.   | Lindon Victor                                                                      | 8756 pkt.     | [ 32 ] |

### Kobiety
| Konkurencja:                              | 1. miejsce | Rezultat        | 2. miejsce | Rezultat      | 3. miejsce                                                                                             | Rezultat  | Źródło |
| Bieg na 100 m (szczegóły)                 | Sha’Carri Richardson | 10,65 =         | Shericka Jackson | 10,72         | Shelly-Ann Fraser-Pryce                                                                                | 10,77     | [ 33 ] |
| Bieg na 200 m (szczegóły)                 | Shericka Jackson | 21,41           | Gabrielle Thomas | 21,81         | Sha’Carri Richardson                                                                                   | 21,92     | [ 34 ] |
| Bieg na 400 m (szczegóły)                 | Marileidy Paulino | 48,76           | Natalia Kaczmarek | 49,57         | Sada Williams                                                                                          | 49,60     | [ 35 ] |
| Bieg na 800 m (szczegóły)                 | Mary Moraa | 1:56,03         | Keely Hodgkinson | 1:56,34       | Athing Mu                                                                                              | 1:56,61   | [ 36 ] |
| Bieg na 1500 m (szczegóły)                | Faith Kipyegon | 3:54,87         | Diribe Welteji | 3:55,69       | Sifan Hassan                                                                                           | 3:56,00   | [ 37 ] |
| Bieg na 5000 m (szczegóły)                | Faith Kipyegon | 14:53,88        | Sifan Hassan | 14:54,11      | Beatrice Chebet                                                                                        | 14:54,33  | [ 38 ] |
| Bieg na 10 000 m (szczegóły)              | Gudaf Tsegay | 31:27,18        | Letesenbet Gidey | 31:28,16      | Ejgayehu Taye                                                                                          | 31:28,31  | [ 39 ] |
| Maraton (szczegóły)                       | Amane Beriso Shankule | 2:24:23         | Gotytom Gebreslase | 2:24:34       | Fatima Ezzahra Gardadi                                                                                 | 2:25:17   | [ 40 ] |
| Bieg na 3000 m z przeszkodami (szczegóły) | Winfred Yavi | 8:54,29         | Beatrice Chepkoech | 8:58,98       | Faith Cherotich                                                                                        | 9:00,69   | [ 41 ] |
| Bieg na 100 m przez płotki (szczegóły)    | Danielle Williams | 12,43           | Jasmine Camacho-Quinn | 12,44         | Kendra Harrison                                                                                        | 12,46     | [ 42 ] |
| Bieg na 400 m przez płotki (szczegóły)    | Femke Bol | 51,70           | Shamier Little | 52,80         | Rushell Clayton                                                                                        | 52,81     | [ 43 ] |
| Sztafeta 4 × 100 m (szczegóły)            | Stany Zjednoczone · Tamari Davis · Twanisha Terry · Gabrielle Thomas · Sha’Carri Richardson · Tamara Clark (elim.) · Melissa Jefferson (elim.) | 41,03           | Jamajka · Natasha Morrison · Shelly-Ann Fraser-Pryce · Sashalee Forbes · Shericka Jackson · Briana Williams (elim.) · Elaine Thompson-Herah (elim.) | 41,23         | Wielka Brytania · Asha Philip · Imani Lansiquot · Bianca Williams · Daryll Neita · Annie Tagoe (elim.) | 41,97     | [ 44 ] |
| Sztafeta 4 × 400 m (szczegóły)            | Holandia · Eveline Saalberg · Lieke Klaver · Cathelijn Peeters · Femke Bol · Lisanne de Witte (elim.)                                          | 3:20,72         | Jamajka · Candice McLeod · Janieve Russell · Nickisha Pryce · Stacey-Ann Williams · Charokee Young (elim.) · Shiann Salmon (elim.)                  | 3:20,88       | Wielka Brytania · Laviai Nielsen · Amber Anning · Ama Pipi · Nicole Yeargin · Yemi Mary John (elim.)   | 3:21,04   | [ 45 ] |
| Chód na 20 km (szczegóły)                 | María Pérez García | 1:26:51         | Jemima Montag | 1:27:16       | Antonella Palmisano                                                                                    | 1:27:26   | [ 46 ] |
| Chód na 35 km (szczegóły)                 | María Pérez García | 2:38:40         | Kimberly García | 2:40:52       | Antigoni Drismbioti                                                                                    | 2:43:22   | [ 47 ] |
| Skok wzwyż (szczegóły)                    | Jarosława Mahuczich | 2,01            | Eleanor Patterson | 1,99          | Nicola Olyslagers                                                                                      | 1,99      | [ 48 ] |
| Skok o tyczce (szczegóły)                 | Nina Kennedy Katie Moon | 4,90 = · 4,90 = | nie przyznano | nie przyznano | Wilma Murto                                                                                            | 4,80 =    | [ 49 ] |
| Skok w dal (szczegóły)                    | Ivana Vuleta | 7,14            | Tara Davis-Woodhall | 6,91          | Alina Rotaru-Kottmann                                                                                  | 6,88      | [ 50 ] |
| Trójskok (szczegóły)                      | Yulimar Rojas | 15,08           | Maryna Bech-Romanczuk | 15,00         | Leyanis Pérez                                                                                          | 14,96     | [ 51 ] |
| Pchnięcie kulą (szczegóły)                | Chase Ealey | 20,43           | Sarah Mitton | 20,08         | Gong Lijiao                                                                                            | 19,69     | [ 52 ] |
| Rzut dyskiem (szczegóły)                  | Laulauga Tausaga | 69,49           | Valarie Allman | 69,23         | Feng Bin                                                                                               | 68,20     | [ 53 ] |
| Rzut młotem (szczegóły)                   | Camryn Rogers | 77,22           | Janee' Kassanavoid | 76,36         | DeAnna Price                                                                                           | 75,41     | [ 54 ] |
| Rzut oszczepem (szczegóły)                | Haruka Kitaguchi | 66,73           | Flor Ruíz | 65,47         | Mackenzie Little                                                                                       | 63,38     | [ 55 ] |
| Siedmiobój (szczegóły)                    | Katarina Johnson-Thompson | 6740 pkt.       | Anna Hall | 6720 pkt.     | Anouk Vetter                                                                                           | 6501 pkt. | [ 56 ] |

### Mieszane
| Konkurencja                    | 1. miejsce                                                                                                 | Rezultat | 2. miejsce                                                                                           | Rezultat | 3. miejsce                                                              | Rezultat | Źródło |
| Sztafeta 4 × 400 m (szczegóły) | Stany Zjednoczone · Justin Robinson · Rosey Effiong · Matthew Boling · Alexis Holmes · Ryan Willie (elim.) | 3:08,80  | Wielka Brytania · Lewis Davey · Laviai Nielsen · Rio Mitcham · Yemi Mary John · Joseph Brier (elim.) | 3:11,06  | Czechy · Matěj Krsek · Tereza Petržilková · Patrik Šorm · Lada Vondrová | 3:11,98  | [ 57 ] |

## Klasyfikacja medalowa

### Ogólna
*   Gospodarz (Węgry)
| Miejsce | Reprezentacja              | Złoto | Srebro | Brąz | Razem |
| ------- | -------------------------- | ----- | ------ | ---- | ----- |
| 1       | Stany Zjednoczone          | 12    | 8      | 9    | 29    |
| 2       | Kanada                     | 4     | 2      | 0    | 6     |
| 3       | Hiszpania                  | 4     | 1      | 0    | 5     |
| 4       | Jamajka                    | 3     | 5      | 4    | 12    |
| 5       | Kenia                      | 3     | 3      | 4    | 10    |
| 6       | Etiopia                    | 2     | 4      | 3    | 9     |
| 7       | Wielka Brytania            | 2     | 3      | 5    | 10    |
| 8       | Holandia                   | 2     | 1      | 2    | 5     |
| 9       | Norwegia                   | 2     | 1      | 1    | 4     |
| 10      | Szwecja                    | 2     | 1      | 0    | 3     |
| 11      | Uganda                     | 2     | 0      | 0    | 2     |
| 12      | Australia                  | 1     | 2      | 3    | 6     |
| 13      | Włochy                     | 1     | 2      | 1    | 4     |
| 14      | Ukraina                    | 1     | 1      | 0    | 2     |
| 15      | Grecja                     | 1     | 0      | 1    | 2     |
| 15      | Japonia                    | 1     | 0      | 1    | 2     |
| 15      | Maroko                     | 1     | 0      | 1    | 2     |
| 18      | Wenezuela                  | 1     | 0      | 0    | 1     |
| 18      | Serbia                     | 1     | 0      | 0    | 1     |
| 18      | Dominikana                 | 1     | 0      | 0    | 1     |
| 18      | Burkina Faso               | 1     | 0      | 0    | 1     |
| 18      | Bahrajn                    | 1     | 0      | 0    | 1     |
| 18      | Indie                      | 1     | 0      | 0    | 1     |
| 24      | Polska                     | 0     | 2      | 0    | 2     |
| 25      | Kuba                       | 0     | 1      | 2    | 3     |
| 26      | Botswana                   | 0     | 1      | 1    | 2     |
| 27      | Ekwador                    | 0     | 1      | 0    | 1     |
| 27      | Peru                       | 0     | 1      | 0    | 1     |
| 27      | Francja                    | 0     | 1      | 0    | 1     |
| 27      | Pakistan                   | 0     | 1      | 0    | 1     |
| 27      | Portoryko                  | 0     | 1      | 0    | 1     |
| 27      | Brytyjskie Wyspy Dziewicze | 0     | 1      | 0    | 1     |
| 27      | Filipiny                   | 0     | 1      | 0    | 1     |
| 27      | Izrael                     | 0     | 1      | 0    | 1     |
| 27      | Słowenia                   | 0     | 1      | 0    | 1     |
| 27      | Kolumbia                   | 0     | 1      | 0    | 1     |
| 37      | Czechy                     | 0     | 0      | 2    | 2     |
| 37      | Chiny                      | 0     | 0      | 2    | 2     |
| 39      | Katar                      | 0     | 0      | 1    | 1     |
| 39      | Brazylia                   | 0     | 0      | 1    | 1     |
| 39      | Litwa                      | 0     | 0      | 1    | 1     |
| 39      | Węgry*                     | 0     | 0      | 1    | 1     |
| 39      | Rumunia                    | 0     | 0      | 1    | 1     |
| 39      | Barbados                   | 0     | 0      | 1    | 1     |
| 39      | Grenada                    | 0     | 0      | 1    | 1     |
| 39      | Finlandia                  | 0     | 0      | 1    | 1     |
| Razem   | Razem                      | 50    | 48     | 50   | 148   |

Źródło: World Athletics

### Multimedaliści
| Poz. | Państwo - Zawodnik/-czka | Złoto | Srebro | Brąz | Razem |
| ---- | ------------------------ | ----- | ------ | ---- | ----- |
| 1.   | Noah Lyles               | 3     | 0      | 0    | 3     |
| 2.   | Sha’Carri Richardson     | 2     | 0      | 1    | 3     |
| 3.   | Álvaro Martín            | 2     | 0      | 0    | 2     |
| 3.   | María Pérez García       | 2     | 0      | 0    | 2     |
| 3.   | Faith Kipyegon           | 2     | 0      | 0    | 2     |
| 3.   | Femke Bol                | 2     | 0      | 0    | 2     |
| 7.   | Shericka Jackson         | 1     | 2      | 0    | 3     |
| 8.   | Jakob Ingebrigtsen       | 1     | 1      | 0    | 2     |
| 8.   | Gabrielle Thomas         | 1     | 1      | 0    | 2     |
| 10.  | Quincy Hall              | 1     | 0      | 1    | 2     |
| 10.  | Rai Benjamin             | 1     | 0      | 1    | 2     |
| 12.  | Letsile Tebogo           | 0     | 1      | 1    | 2     |
| 12.  | Shelly-Ann Fraser-Pryce  | 0     | 1      | 1    | 2     |
| 12.  | Sifan Hassan             | 0     | 1      | 1    | 2     |